# Weißmündige Tellerschnecke
Die Weißmündige Tellerschnecke (Anisus leucostoma) ist eine Wasserlungenschnecke (Basommatophora) aus der Familie der Tellerschnecken (Planorbidae). 

## Merkmale
Das Gehäuse messen etwa 6 bis 9 mm im Durchmesser. Sie sind flach scheibenförmig und nur etwa 1,5 mm hoch. Die Oberseite ist annähernd eben, die Unterseite leicht eingesenkt. Es werden etwa 6 bis 6,5 Windungen gebildet, die gleichmäßig zunehmen. Die Umgänge sind konvex gerundet, im inneren Drittel an der Unterseite leicht gekantet.

## Fortpflanzung
Die Tiere werden nach ca. 3 bis 6 Monaten geschlechtsreif und legen danach mehrere Laichballen ab, die 2 bis 8 Eier enthalten. Die Entwicklungszeit ist stark temperaturabhängig und dauert bei 18° etwa 11 Tage. 

## Lebensweise, Vorkommen und Verbreitung
Die Art lebt in kleinen und kleinsten stehenden Gewässern, die gelegentlich auch austrocknen können. Trocknet das Gewässer aus, verschließen die Tiere die Mündung des Gehäuses mit einem pergamentartigen Deckel. Sie ertragen starke sommerliche Hitze wie auch starke winterliche Fröste bis unter - 20°. Die Tiere raspeln die Oberfläche von im Wasser faulenden Pflanzen ab; wahrscheinlich fressen sie auch Detritus. Die Art ist in Europa bis nach Westasien weit verbreitet. 

## Ähnliche Arten
Die Art unterscheidet sich von Anisus spirorbis durch die gleichmäßiger zunehmenden Umgänge; es werden deutlich mehr Umgänge gebildet. Dagegen bildet Anisus calculiformis ein bis zwei Umgänge mehr aus. 

## Gefährdung
Die Art steht in der Schweiz auf den „Roten Listen“ gefährdeter Arten. Sie wird dort als „vulnerable“ (= gefährdet) eingestuft.

## Systematik
Die Gattung Anisus wird von einem Teil der Autoren in zwei Untergattungen unterteilt: Anisus (Anisus) Studer, 1820 und Anisus (Disculifer) C. Boettger, 1944. In dieser Untergattungsgliederung wird Anisus leucostoma in die Nominatuntergattung Anisus gestellt.